# Šišince
Šišince (cyr. Шишинце) – wieś w Serbii, w okręgu jablanickim, w mieście Leskovac. W 2011 roku liczyła 609 mieszkańców.